# Vantanea minor
Vantanea minor är en tvåhjärtbladig växtart som beskrevs av George Bentham. Vantanea minor ingår i släktet Vantanea och familjen Humiriaceae. Inga underarter finns listade i Catalogue of Life.